# 全局描述符表
全局描述符表 (GDT) 是一个从 Intel x86-系列处理器 80286 开始用于界定不同内存区域的特征的数据结构。 全局描述表位于内存中。全局描述表的条目描述及规定了不同内存分区的各种特征，包括基地址、大小和访问等特权如可执行和可写等。 在 Intel 的术语中，这些内存区域被称为 段 。
全局描述表用于内存地址的转换。所有程序的内存访问都需要用到GDT中的有关内存区域即x86内存分段的信息。访问GDT需要使用segment selector和segment offset。处理器使用segment selector为索引查找GDT的条目。当适当的条目找到后，处理器将会做一系列的检查，包括检查segment offset尝试访问区间是否在此内存分段内，代码是否有权限访问此内存分段(检查分级保护域权限）等。
为了加速全局描述表的访问，往segment寄存器里载入segment的值会使得GDT的特定条目被读入处理器内部的缓存中。之后的内存访问将会通过缓存进行处理。

GDT条目结构

## GDT作用
GDT的是提供内存保护。在80286之前的处理器中只有实模式，所有程序都可访问任意内存。GDT是保护模式下限制非法内存访问的一种方式。

## GDT 结构

### GDT description structure
GDT description structure描述了GDT的位置及大小（并非GDT的一部分）。储存于GDTR 寄存器中。可通过LGDTR指令从内存中往GDTR中加载GDT description structure。
- Size: GDT的大小（bytes) - 1
- Offset: GDT的线性地址

## GDT实例
```
gdt:

    
.long
 
0

    
.long
 
0

code_seg:

    
.long
 
0x0000FFFF

    
.long
 
0x00CF9A00

data_seg:

    
.long
 
0x0000FFFF

    
.long
 
0x00CF9200

gdt_ptr:

    
.short
 
0x100

    
.long
 
gdt

```